# Fancy Frontier 開拓動漫祭

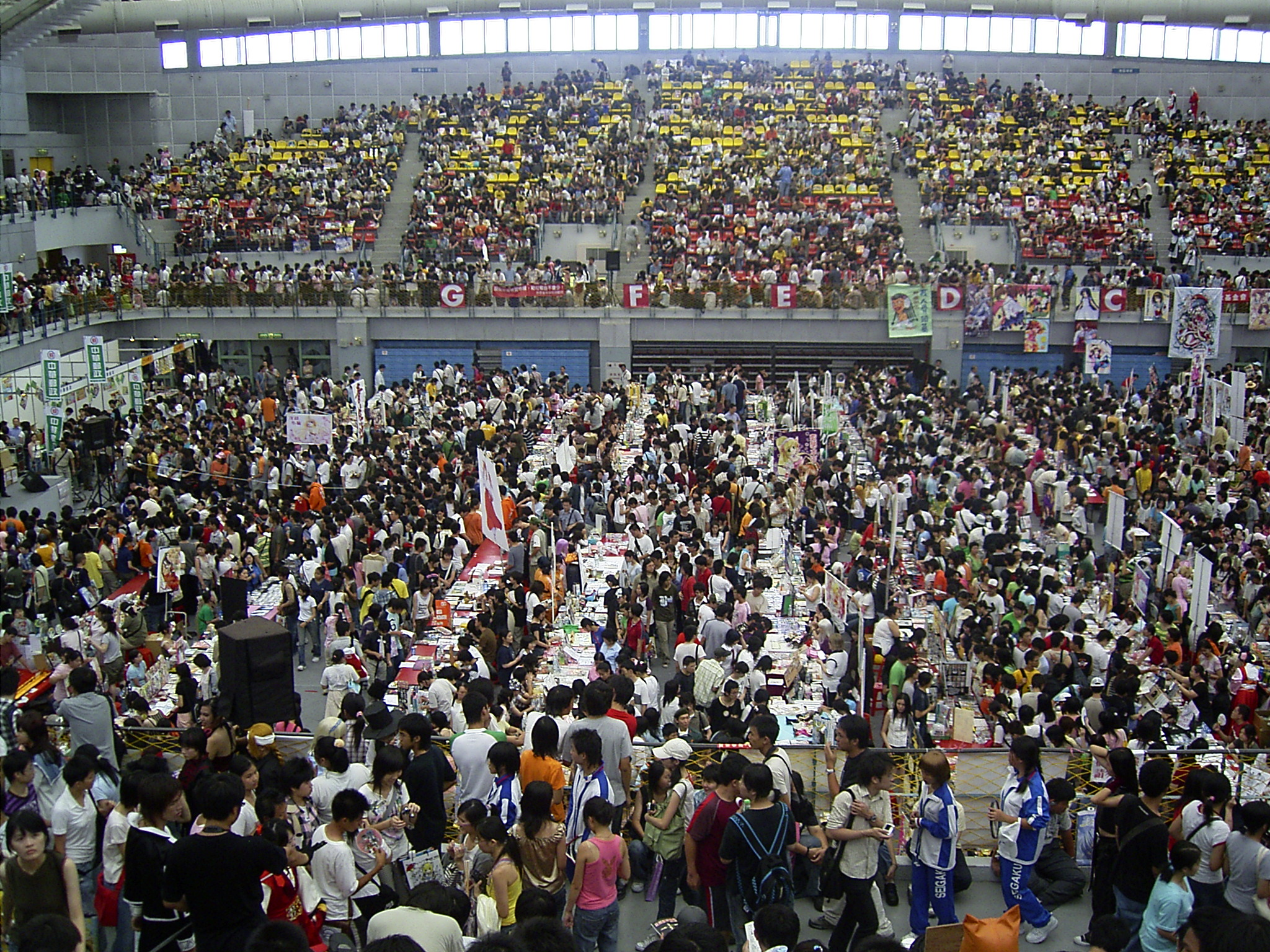
2006年7月29日・30日開催のFF8（国立台湾大学総合体育館）

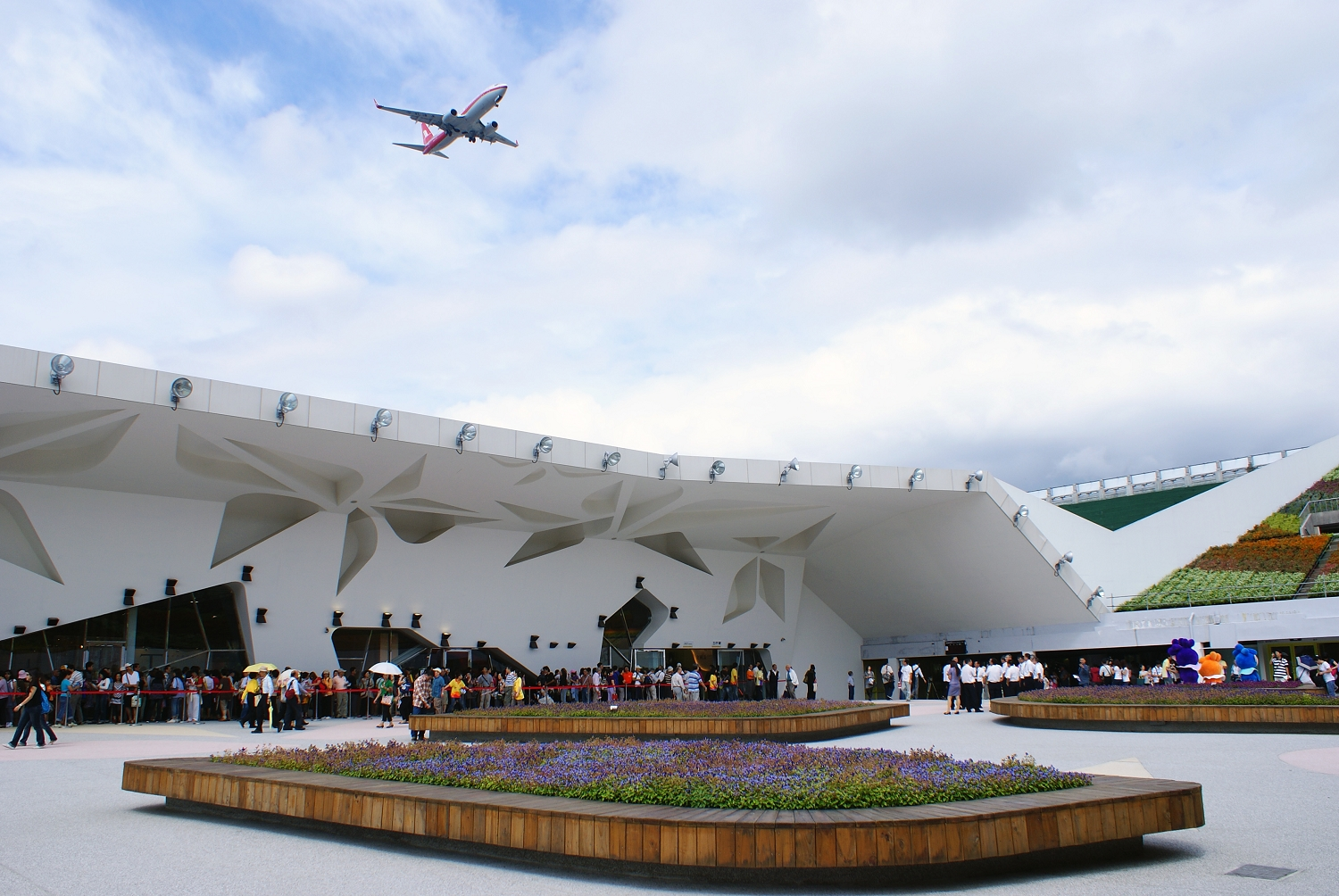
会場の花博公園爭豔館

Fancy Frontier 開拓動漫祭（ファンシーフロンティア）は、台湾のアニメ情報誌「月刊Frontier」によって台湾で開催される台湾最大規模の同人誌即売会である。2002年10月5日・6日にFF1（第1回）が開催された。協賛、共催している台湾他都市での類似イベントも本項で述べる。

## 概要
毎年、冬休みと夏休みの年2回開催される。他の時期にはサブイベントとして亞洲動漫創作展「PETIT FANCY」、模型創作祭「REALITY FANTASY」、原創作品交流展「Comic Nova」などが開催される。略称は「FF○○」（○○には開催回数が入る）。例えば、2016年冬開催の「Fancy Frontier 開拓動漫祭27」はFF27、同年夏開催の「Fancy Frontier 開拓動漫祭28」はFF28と呼ぶ。
Fancy Frontier 開拓動漫祭は出展サークル数が1000以上、一般参加者を含めると5万人を超える同人イベントであり、2015年8月29日・30日に開催されたFF26には6万人以上が参加した。同人誌即売会や企業ブースには台湾全土からだけではなく、日本など国外のサークルや企業も参加する。
日本のアニメや漫画に関連する同人誌やグッズなどが多く、雰囲気も日本のコミックマーケットに似ているとされる。
毎回、日本から作家や声優、クリエイターなどをスペシャルゲストに迎えてトークショーやサイン会、ミニライブなどのステージイベントが開催される。FF1には大地丙太郎、木村真一郎、長濱博史、森木靖泰、安原麗子がゲスト出演した。

### 目的
元々以下の三点を目的として本企画は作られた。
- 同人作家や一般参加者、コスプレイヤーたちが楽しめる場の提供
- 大衆のアニメへの視点が肯定的なものへの変容
- 作家たちのコミュニティの成長

## FF開拓動漫祭一覧
|        | 開催日                                       | 会場                                   | 主なゲスト                                                                 |
| ------ | -------------------------------------------- | -------------------------------------- | -------------------------------------------------------------------------- |
| FF1    | 2002年10月5日・6日                           | 台北世界貿易中心展覽二館（台北市）     | 大地丙太郎、長濱博史、木村真一郎、森木靖泰、安原麗子                       |
| FF2    | 2003年7月19日・20日                          | 台北世界貿易中心展覽二館（台北市）     |                                                                            |
| FF3    | 2004年1月31日・2月1日                        | 国立台湾大学総合体育館3F               | CARNELIAN、ドレン・チェリー                                                |
| FF4    | 2004年7月24日・25日                          | 国立台湾大学総合体育館3F               | 岩崎良明、川上とも子                                                       |
| FF5    | 2005年2月19日・20日                          | 国立台湾大学総合体育館3F               | 桃井はるこ                                                                 |
| FF6    | 2005年7月30日・31日                          | 国立台湾大学総合体育館1、3F            | 田中理恵                                                                   |
| FF7    | 2006年2月4日・5日                            | 国立台湾大学総合体育館3F               | 影山ヒロノブ、桃井はるこ                                                   |
| FF8    | 2006年7月29日・30日                          | 国立台湾大学総合体育館1、3F            | 中原麻衣                                                                   |
| FF9    | 2007年2月24日・25日                          | 国立台湾大学総合体育館3F               | 真田アサミ、田中理恵                                                       |
| FF10   | 2007年7月28日・29日                          | 国立台湾大学総合体育館3F               | 杉田智和                                                                   |
| FF11   | 2008年2月16日・17日                          | 国立台湾大学総合体育館3F               | 井上喜久子                                                                 |
| FF12   | 2008年7月26日・27日                          | 国立台湾大学総合体育館1、3F            | 若本規夫、ゆかな                                                           |
| FF13   | 2009年1月31日・2月1日                        | 国立台湾大学総合体育館1、3F            | 野中藍                                                                     |
| FF14   | 2009年7月25日・26日                          | 国立台湾大学総合体育館1、3F            | 清水愛、小清水亜美                                                         |
| FF15   | 2010年2月20日・21日                          | 国立台湾大学総合体育館3F               | 門脇舞以、てぃんくる、土林誠                                               |
| FF16   | 2010年7月24日・25日                          | 国立台湾大学総合体育館1、3F            | 志倉千代丸、鹿野優以、CooRie、加瀬愛奈、梱枝りこ、白石涼子                 |
| FF17   | 2011年2月19日・20日                          | 国立台湾大学総合体育館1、3F            | 志倉千代丸、宮田幸季、岸尾だいすけ、竜騎士07、深崎暮人、藤原啓治、杉田智和 |
| FF18   | 2011年7月30日・31日                          | 国立台湾大学総合体育館1、3F            | 志倉千代丸、山本彩乃、長島☆自演乙☆雄一郎、KEI、野中藍                      |
| FF19   | 2012年2月4日・5日                            | 国立台湾大学総合体育館1、3F            | 志倉千代丸、いとうかなこ、AiRI、yozuca*、カントク、桑島法子、藤原啓治      |
| FF20   | 2012年7月28日・29日                          | 国立台湾大学総合体育館1、3F            | 田中公平、岸田メル、久川綾、岩男潤子                                       |
| FF21   | 2013年2月16日・17日                          | 国立台湾大学総合体育館1、3F            | てぃんくる、POP、倉花千夏、金元寿子                                        |
| FF22   | 2013年7月27日・28日                          | 国立台湾大学総合体育館1、3F            | 左、天夢森流彩、福圓美里                                                   |
| FF23   | 2014年2月15日・16日                          | 国立台湾大学総合体育館1、3F            | 岩男潤子、藍井エイル、karory、名塚佳織                                     |
| FF24   | 2014年7月26日・27日                          | 国立台湾大学総合体育館1、3F            | 檜山修之、森千早都、藤村鼓乃美、かみやまねき、前田玲奈                     |
| FF25   | 2015年1月31日・2月1日                        | 花博公園爭豔館（台北市）               | 井上麻里奈、井上剛、潘めぐみ、きただにひろし、refeia                       |
| FF26   | 2015年8月29日・30日                          | 花博公園爭豔館（台北市）               | 藤田咲、前田玲奈、なつめえり、濱元隆輔                                     |
| FF27   | 2016年1月30日・31日                          | 花博公園爭豔館（台北市）               | 水瀬いのり、和遥キナ、STARMARIE                                            |
| FF28   | 2016年8月27日・28日                          | 花博公園爭豔館（台北市）               | 新田恵海、えれっと、水瀬いのり、洲崎綾                                     |
| FF29   | 2017年2月11日・12日                          | 国立台湾大学総合体育館1F、3F、B1卓球室 | 三上枝織、スターリーガールズ（安田善巳、佐々木李子）、Syroh                |
| FF30   | 2017年7月29日・30日 （30日は台風により中止） | 花博公園爭豔館、流行館                 | 西明日香、岸田メル、美樹本晴彦                                             |
| FF30.5 | 2017年8月26日・27日                          | 台開動漫無限基地（台北市）             | 岸田メル、美樹本晴彦                                                       |
| FF31   | 2018年2月10日・11日                          | 国立台湾大学総合体育館1F、3F、B1       | 小見川千明、大森日雅、佐藤聡美、Tony、左                                   |
| FF32   | 2018年7月28日・29日                          | 花博公園爭豔館                         | 鈴木このみ、安元洋貴、ぱん                                                 |
| FF33   | 2019年2月16日・17日                          | 花博公園爭豔館                         | 大原さやか                                                                 |
| FF34   | 2019年7月27日・28日                          | 花博公園爭豔館                         | 田中理恵、立羽                                                             |
| FF35   | 2020年2月1日・2日                            | 花博公園爭豔館                         | 無                                                                         |
| FF36   | 2020年8月22日・23日                          | 花博公園爭豔館                         | 無                                                                         |
| FF37   | 2021年2月27日・28日                          | 花博公園爭豔館                         | 無                                                                         |
| FF38   | 2022年2月12日・13日                          | 花博公園爭豔館                         | 無                                                                         |

## 共催・協賛活動

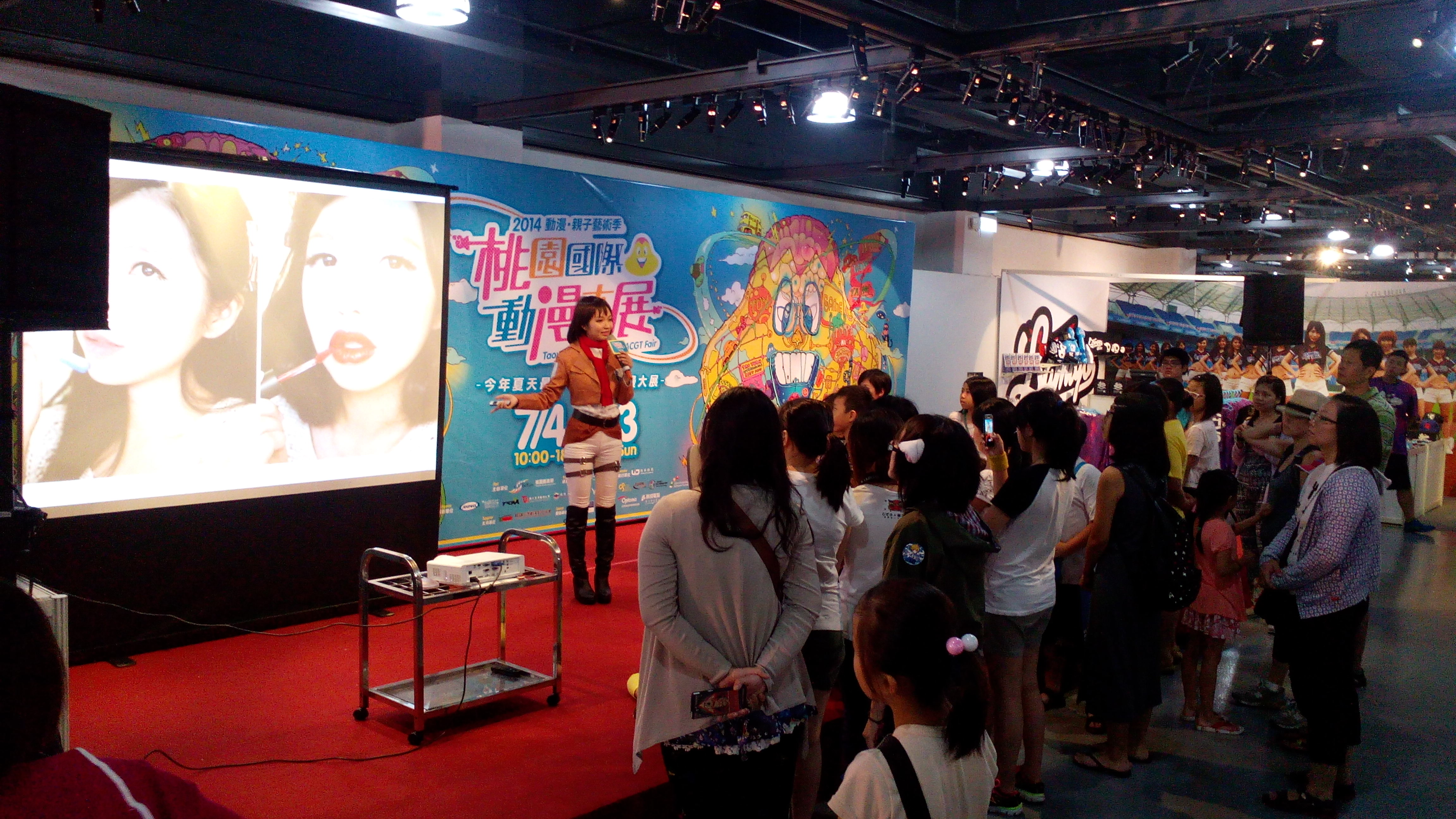
桃園県のFFTY（2014年）

高雄市のFFK8（2015年）

原創作品交流展→台湾原創嘉年華（Comic Nova）
略称はCN。台湾動漫画推広協会との共催イベント。個人作品限定参加であり、非個人の出版物や二次創作は禁止されている。
CNの初回は国立台湾大学総合体育館B1卓球室で、CN2—CN7は国立台湾師範大学中正堂（師大中正堂）で開催されている

模型創作祭（Reality Fantasy）
略称はRF。台湾動漫画推広協会との共催。模型がテーマであり、師大中正堂で開催。
Comic World Fancy
略称はCWF。艾斯泰諾（日本企業SE株式会社の子会社）との共同開催。台北世界貿易センター第二展覧館で2004年5月1日－2日の1度のみ開催。
高雄動漫展→駁二動漫祭（高雄同人誌創作展）
略称はFFK。高雄市で2008年開始の協賛イベント。高雄FFとも。FFK、FFK2、FFK3までの3階は高雄市政府新聞処主催で高雄巨蛋にて、
FFK4以降は高雄市政府文化局主催で会場は駁二芸術特区（略称は駁二場）。
2012桃園國際動漫大展
略称はFFTY。桃園市で2012年開始の桃園県政府（現桃園市政府）主催の協賛イベントで会場は桃園展演中心（桃園アートセンター）。
台中動漫力
略称はFFTC。台中市で2012年開始の台中市政府文化局主催の協賛イベント。初回会場は西屯区の台中市政府新庁舎で、FFTC2は烏日区の大台中国際会展中心（大台中国際エキスポセンター）で開催。2016年で終了。
2017台北動漫嘉年華
2017年4月28日 - 30日に台北市政府観光伝播局主催で信義区の臺北市市政大樓（台北市政府庁舎）1F大ホールにて開催。
2017台中国際動漫博覧会（Taichung Comic Arts Festival 2017）
2017年8月11日 - 9月24日に台中市政府新聞局主催で南区の台中文化創意産業園区で開催。

### 共催イベント一覧
|                               | 開催日                 | 会場                     | 主なゲスト                                                                        |
| ----------------------------- | ---------------------- | ------------------------ | --------------------------------------------------------------------------------- |
| 動漫高雄、精采樂活 （FFK）    | 2008年12月27日－28日   | 高雄巨蛋                 | - 聲優：神谷明（mini Live）、TEEZ SONG Party（mini Live）、荒山亮                 |
| 2009高雄動漫展 （FFK2）       | 2009年8月29日－30日    | 高雄巨蛋                 | - 歌手：曽威豪、きただにひろし（mini Live）                                       |
| 2010高雄動漫展 （FFK3）       | 2010年8月14日－15日    | 高雄巨蛋                 | - 声優：福井裕佳梨、神谷明 - 動画演出：大地丙太郎 - 漫画家：劉興欽 - 博士：陳仲偉 |
| 2011駁二動漫祭 （FFK4）       | 2011年12月3日－4日     | 駁二芸術特区             | - 歌手：桃井はるこ（mini Live）、荒山亮                                           |
| 2012桃園国際動漫大展 （FFTY） | 2012年7月13日－8月19日 | 桃園展演中心             |                                                                                   |
| 2012台中動漫力 （FFTC）       | 2012年7月14日－15日    | 台中市政府新庁舎         |                                                                                   |
| 2012駁二動漫祭 （FFK5）       | 2012年11月10日－11日   | 駁二芸術特区             | - バンド：angela（mini Live）                                                     |
| 2013台中動漫力 （FFTC2）      | 2013年11月16日－17日   | 台中国際エキスポセンター |                                                                                   |
| 2013駁二動漫祭 （FFK6）       | 2013年12月21日－22日   | 駁二芸術特区             | - バンド：ACG Band Live - 作曲家：椎名豪（mini Live） - 声優：悠木碧              |
| 2014台中動漫力 （FFTC3）      | 2014年8月16日－17日    | 台中国際エキスポセンター |                                                                                   |
| 2014駁二動漫祭 （FFK7）       | 2014年11月15日－16日   | 駁二芸術特区             | - 声優：佐藤聡美、水瀬いのり（mini Live）                                         |
| 2017台北動漫嘉年華            | 2017年4月28日－30日    | 台北市政府庁舎           |                                                                                   |

## その他
- 2016年1月30日・31日に開催されたFF27には第14代中華民国総統の蔡英文が来場した[5]。